# Karaage

Il karaage (空揚げ o 唐揚げ o から揚げ?) è una tecnica culinaria giapponese nella quale diversi ingredienti — di solito carne, e specialmente quella di pollo — vengono fritti nell'olio. Viene preparato marinando piccoli pezzi dell'ingrediente scelto in salsa di soia, aglio e zenzero, e poi infarinandoli leggermente con un mix di farina di grano o fecola di patata condito. Vengono poi fritti leggermente nell'olio, in modo simile alla tempura.

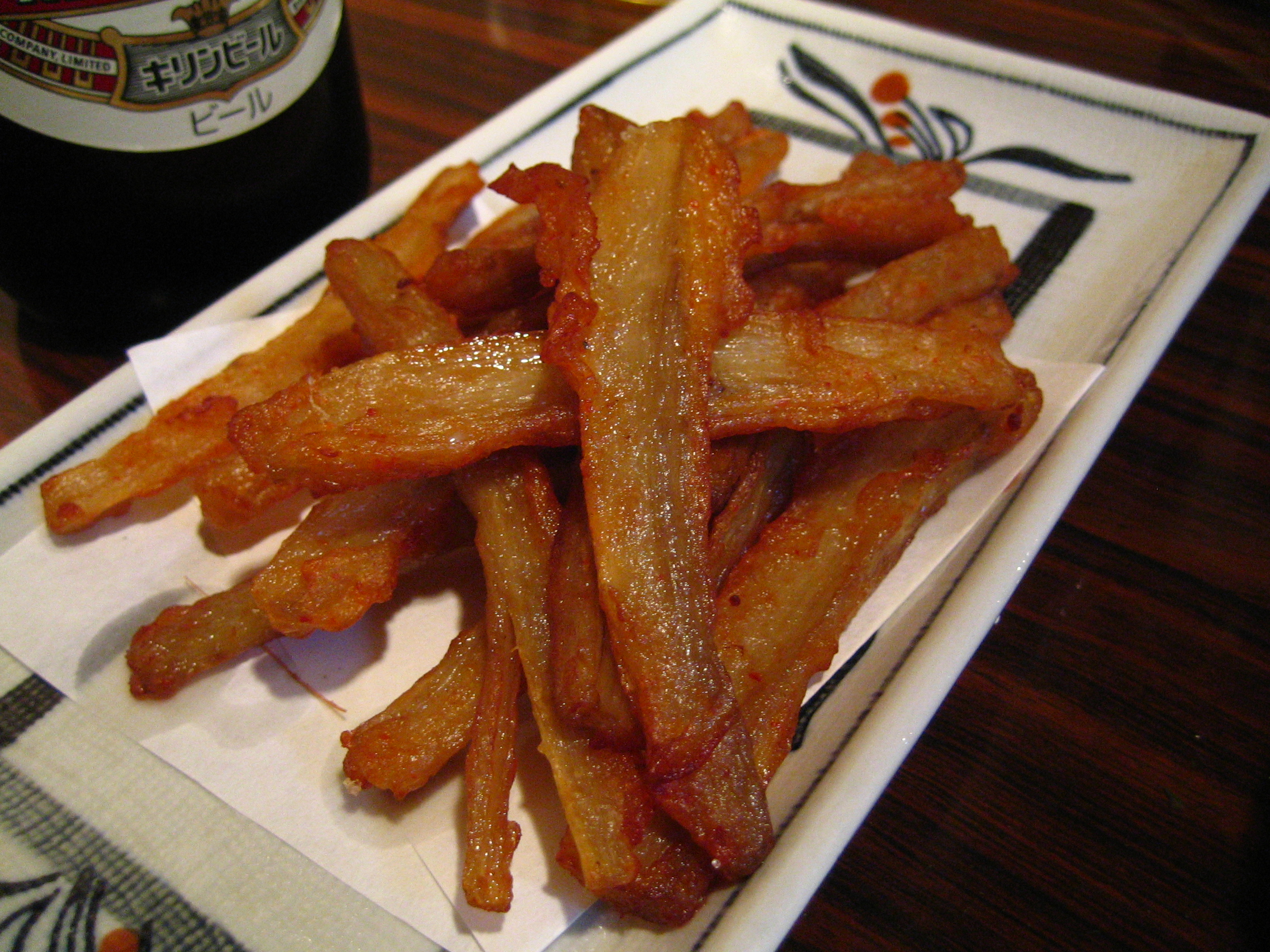
Karaage di gobo.